# Pascal Desarzens
Pascal Desarzens (Lausana, 17 de julio de 1963) es un violonchelista, compositor e intérprete suizo.

## Biografía
Pascal Desarzens siguió estudios musicales en los Conservatorios de Lausana y Zúrich, y, a continuación, en la Hochschule für Musik de Colonia, con profesores como Willy Hauer, Claude Starck, Boris Pergamenschikow, así como el Cuarteto Amadeus para música de cámara.
Su interés por la música de cámara le ha llevado a trabajar en grupos pequeños. Fundó el Trio A Piacere en Suiza en 1990, con el que ha grabado un CD en 1997 y ha participado en un espectáculo dirigido por François Rochaix. Tocó solos de chelo entre 1985 y 2000 con la Sinfonietta de Lausanne, la Orchestre des pays de Savoie, Michel Corboz o la Orchestre des rencontres musicales de Lausana. 
Es invitado regularmente como violonchelista principal con orquestas en Suiza y en el extranjero, y también toca en ocasiones con la Orquesta de la Suisse Romande. También ha escrito la música para los espectáculos musicales como "Nostalgia dell'Avvenire", en 1999 - 2000 y "Bakakaï" en 2001. En el mismo año, compuso la música para una coreografía de Philippe Saire, Afluentes. En 2002, compuso Grave Tendresse, un concierto con música original para clarinete bajo, dos violonchelos y contrabajo. 
Pascal Desarzens es profesor en el Conservatorio de Neuchâtel y lleva a cabo cursos de música de cámara en paralelo a esta actividad. Pertenece al colectivo " baBel " de músicos suizos de habla francesa.